# Threnetes
Threnetes – rodzaj ptaków z podrodziny pustelników (Phaethornithinae) w rodzinie kolibrowatych (Trochilidae).

## Zasięg występowania
Rodzaj obejmuje gatunki występujące w Ameryce Centralnej (Belize, Gwatemala, Salwador, Honduras, Nikaragua, Kostaryka i Panama) i Południowej (Ekwador, Kolumbia, Wenezuela, Gujana, Surinam, Gujana Francuska, Brazylia, Peru i Boliwia).

## Morfologia
Długość ciała 10–12,2 cm; masa ciała 4–7 g.

## Systematyka

### Etymologia
- Threnetes: gr. θρηνητης thrēnētēs „żałobnik” (tj. ponury), od θρηνος thrēnos „lament”, od θρεομαι threomai „krzyczeć”[6].
- Dnophera: gr. δνοφερος dnopheros „ciemny, mroczny”, od δνοφος dnophos „ciemność, mrok”[7]. Gatunek typowy: Trochilus antoniae Bourcier & Mulsant, 1846 (= Trochilus niger Linnaeus, 1758).
- Heteroglaucis: gr. ἑτερος heteros „inny, różny”; rodzaj Glaucis Boie, 1831 (pustelnik)[8]. Gatunek typowy: Trochilus ruckeri Bourcier, 1847.

### Podział systematyczny
Do rodzaju należą następujące gatunki:
- Threnetes ruckeri (Bourcier, 1847) – pustelnik pręgosterny
- Threnetes leucurus (Linnaeus, 1766) – pustelnik jasnosterny
- Threnetes niger (Linnaeus, 1758) – pustelnik czarny